# Teniersstraat
De Teniersstraat is een straatje in Amsterdam-Zuid; het Museumkwartier; Johannes Vermeerbuurt.

## Geschiedenis en ligging
De straat kreeg haar naam per raadsbesluit van 15 april 1903; een vernoeming naar schilder David Teniers de Jonge. Meerdere straten in deze omgeving van het Rijksmuseum werden vernoemd naar schilders.
De straat begint aan het Museumplein en eindigt alweer honderd meter oostelijk aan de Pieter de Hoochstraat (vernoemd naar Pieter de Hooch). Oorspronkelijk liep de straat tot aan de Boerenwetering en vormde toen een onderdeel van cirkelvormige straten ten zuidwesten van het Rijksmuseum, zoals de Honthorststraat. Vanuit de Teniersstraat voer wel een voetveer naar de overzijde van de Boerenwetering. Ongeveer halverwege kruist de Teniersstraat de Johannes Vermeerstraat (Johannes Vermeer). Origineel zou de Teniersstraat aansluiten op wat later het Willem Sandbergplein werd; er zou een straat over het Museumplein aangelegd worden, maar daar werd van afgezien.

## Gebouwen
Het aantal huisnummers sluit aan bij de korte straat, mede doordat een deel van de gevelwand wordt gevormd door zijgevel van panden aan bijvoorbeeld de Johannes Vermeerstraat. Er zijn slechts twee gebouwen met oneven (1 en 5) en vier met even huisnummers (2, 4, 6, 8). De meeste gebouwen vallen in de categorie stadsvilla’s. De volgende gebouwen staan aan de Teniersstraat:
- oneven zijde: zijgevel van Museumplein 9: rijksmonument; de voormalige directeurs/artsenwoning behorende bij de voormalige Boerhaave kliniek, beide ontworpen door Joseph Cuypers en Jan Stuyt; rijksmonument; werd later verbonden met
- oneven zijde: Teniersstraat 1: rijksmonument, de voormalige kliniek
- oneven zijde: Teniersstraat 5, samen met Pieter de Hoochstraat 20-22: gemeentelijk monument; bouwwerk van Jan Stuyt uit 1913[1]
- even zijde: Museumplein 11: rijksmonument, een stadsvilla ontworpen door Jan Stuyt; bood een aantal jaren onderdak aan Maison Descartes;
- even zijde: Teniersstraat 2: stadsvilla uit circa 1914, ontworpen door M. van der Bergh
- even zijde: Teniersstraat 4: stadsvilla uit circa 1914, ontworpen door G. de Groot
- even zijde: zijgevel van Johannes Vermeerstraat uit 1912: rijksmonument;, ontworpen door Karel de Bazel, rijksmonument
- even zijde: Teniersstraat 6, stadsvilla uit circa 1916, ontworpen door B.H. Koolhaas en B. Koolhaas; rijksmonument samen met geschakelde woningen in de Johannes Vermeerstraat 35-45
- even zijde: Teniersstraat 8 stadsvilla uit 1913: rijksmonument, ontworpen door Willem Leliman; gebouwd voor kunstenaar Abraham Hesselink, inclusief atelierruimten en relatief grote glaspartijen voor lichtinval; Abraham Hesselink maakte zelf een reliëf voor boven de portiekingang op de hoek met de Johannes Vermeerstraat; het is een afbeelding van Villa Noordwijk in Paterswolde alwaar hij geboren en opgegroeid is; de afbeelding is onherkenbaar aangezien de oorspronkelijke villa in 1911 grondig verbouwd of herbouwd werd.[2]

De Teniersstraat kende in het verleden ook nog een huisnummer 7. Hier was een gemeentelijke telefooncentrale gebouwd; de ingang verdween geheel achter nieuwbouw, maar het gebouw staat er nog wel. 

## Afbeeldingen

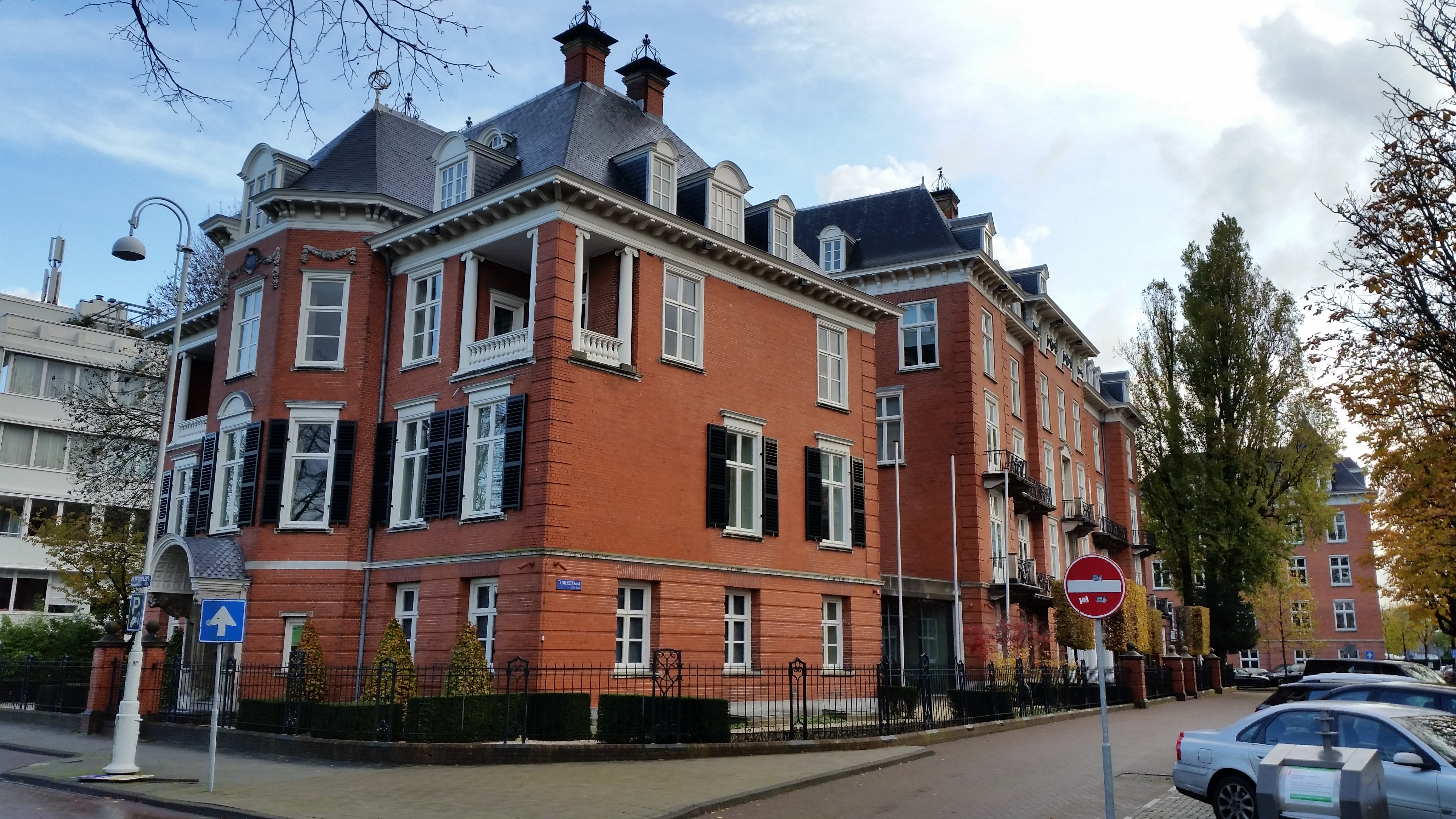
Museumplein 9 en Teniersstraat 1 (november 2019)
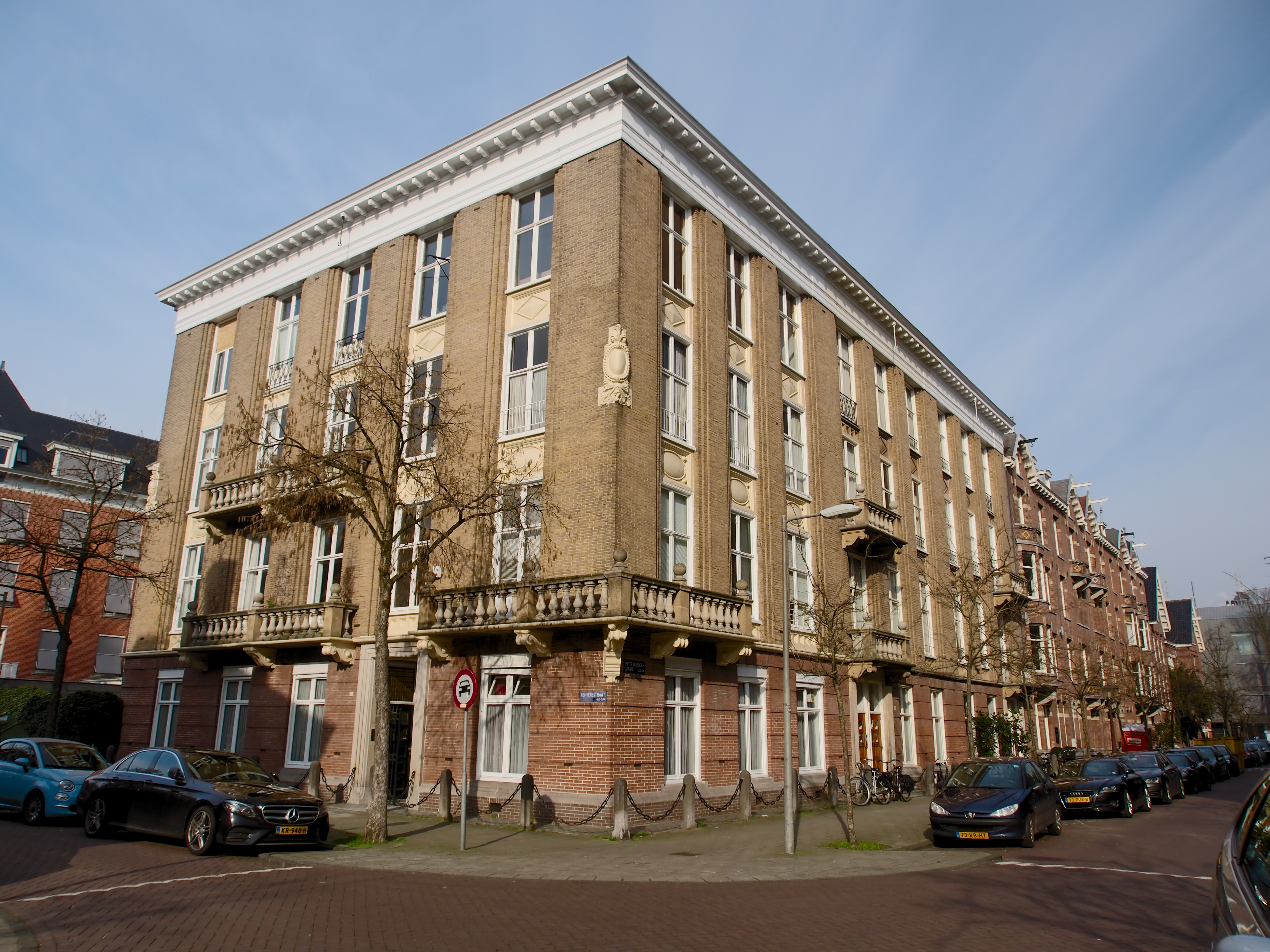
Teniersstraat 5, Pieter de Hoochstraat 20-22 (februari 2018)
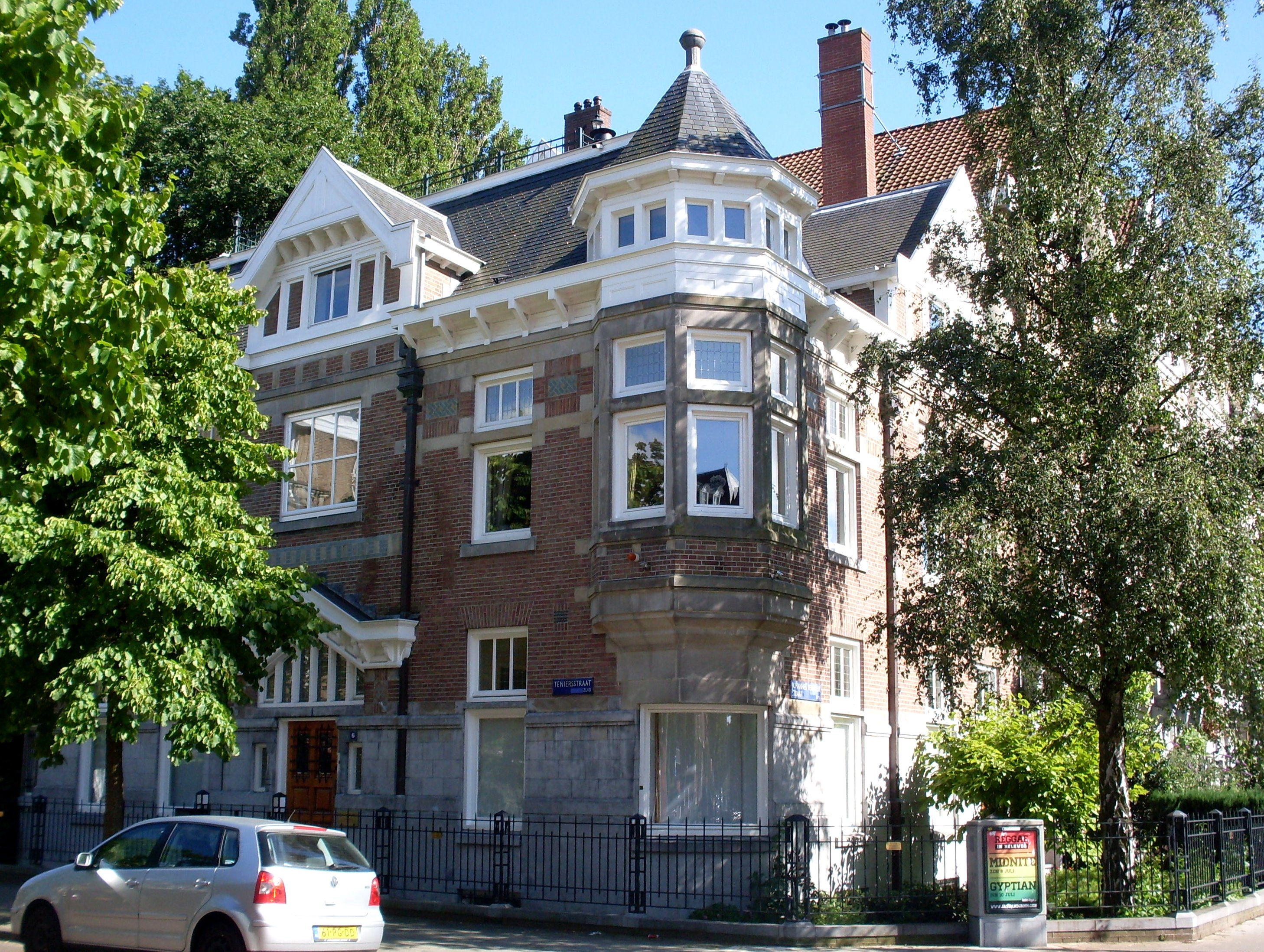
Teniersstraat 6 (juli 2012)
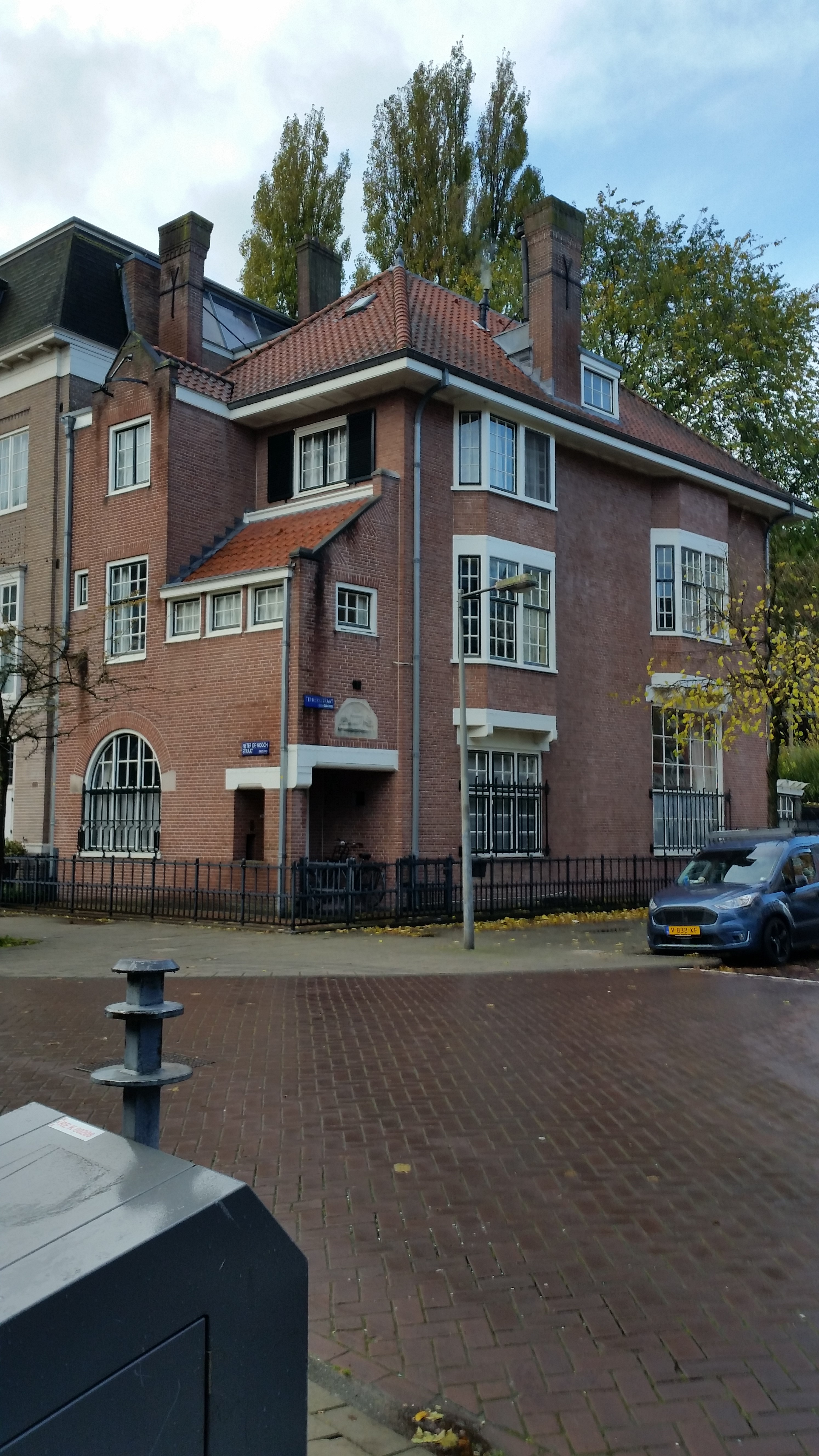
Teniersstraat 8 met gevelsteen (november 2019)